# Флейс, Ефим Мануйлович
Ефим Мануйлович (Мануилович) Флейс (17 сентября 1903, Витебск — 1979) — советский писатель, редактор, журналист.

## Биография
Родился в Витебске в семье рабочего.
Работал в железнодорожных мастерских.
С 1920 г. — в рядах Красной Армии.
После окончания Гражданской войны учился в Коммунистическом университете в Ленинграде, после окончания которого направлен на комсомольскую работу в Ижевск.
Работал на советской и партийной работе в Вятке, Семипалатинске, Петропавловске, Гурьеве, Хабаровске.
С 1928 г. — ответственный редактор Семипалатинской окружной газеты «Новая деревня».
С 1929 по 1930 гг. заведующий отделом партийной жизни редакционной коллегии газеты «Советская степь», редактор газеты «Смычка» (Петропавловск);
редактор Гурьевской районной газеты «Рабочая правда»
Эсперантист, член общества эсперантистов в г. Вятке, участник 3-го Всероссийского съезда эсперантистов. Петроград. 1921 г..
С 1930 г. заведующий Казтехиздатом.
В 1936 г. работал в газете «Удмуртская правда».
Писал литературно-критические статьи в журнале «На рубеже» (Хабаровск). Заведующий партийным отделом газеты «Ленинское знамя», член Союза писателей Карело-Финской ССР
В годы Великой Отечественной войны — на Карельском фронте, старший лейтенант административной службы. Награждён медалью «За оборону Советского Заполярья».
После окончания войны вернулся на работу в газету «Удмуртская правда».
Наиболее известен, как автор произведений о жизни и труде рабочих, тружеников тыла, обороне Советского Заполярья, известных деятелях Удмуртии — П. И. Чайковском, В. Г. Короленко, О. Л. Книппер-Чеховой, И. А. Наговицыне. Автор радио и телесценариев «Писатели, журналисты у микрофона» (1953), «Люди нашего края» (1970) и др..

## Сочинения
- Флейс Е. М. П. И. Чайковский. — Ижевск. 1939. — 44 с.; 2-е изд. — Ижевск. 1953. — 39 с.
- Флейс Е. М. Короленко В. Г. Избранные письма о Мултанском деле / Составитель Е. М. Флейс. — Ижевск, 1939.
- Флейс Е. М. Большая сила. — Ижевск, 1949. — 32 с.
- Флейс Е. М. Девушка из Глазова // Рассказы о героях. — Ижевск, 1949. — С. 105—114.
- Флейс Е. М. У истоков Камы. — Ижевск, 1949. — 59 с.
- Флейс Е. М. Новый путь: Очерк. — Ижевск, 1951. — 19 с.
- Флейс Е. М. Мужественная поэзия: О творчестве Я. Година // Молот. — 1955. — № 1. — С. 61-62.
- Флейс Е. М. В. Г. Короленко и удмуртский народ. — Ижевск, 1956. — 20 с.
- Флейс Е. М. Асьмелэн бадз: ым землякмы // Молот. — 1958. — № 9. — С. 53-58.
- Флейс Е. М. Бадз: ым, дано сюрес: [О Д. П. Бор-Раменском] // Молот. — 1959.- № 10. — С. 12-15.
- Флейс Е. М. Нырысетй удмурт большевик // Молот. — 1960. — № 11. — С. 21-24.
- Флейс Е. М. Сторона родная: Очерки. — Ижевск, 1962. — 119 с.
- Флейс Е. М. Вунонтэм пумиськылонъес // Молот. — 1973. — № 9. — С. 44-46.
- Флейс Е. М. Бадӟым кужым [Текст] / Е. М. Флейс; [редактор перевода М. Кожевников]. — Ижевск : Удмуртгосиздат, 1949. — 32 с.
- Флейс Е. М. Рассказы о героях [Текст] : [сборник / ред. Д. П. Казанцев]. — Ижевск : Удмуртгосиздат, 1949. — 126 с. ; 17 см. — Содерж.: Гвардии советский офицер / Е. Максименко. Бессмертие / К. Таюрский. Вадим Сивков / Д. П. Бор-Раменский. Девушка из Глазова / Е. М. Флейс. Командир эскадрильи / Л. Толкач.
- Флейс Е. М. Славный сын удмуртского народа [И. А. Наговицын] [Текст] / Е. Флейс // Комиссар Иосиф Наговицын: избранные речи и статьи : в двух томах / В. С. Хазиахметова, Э. Н. Утеева. — Казань, 2018. — Т. 1. — С. 322—325
- Флейс Е. М. Большая сила [Текст] : [Женщины колхоза им. Каганович Ярск. района] / Е. Флейс. — Ижевск : Удмуртгосиздат, 1949 (тип. Упр. изд-в и полиграфии). — 32 с.
- Флейс Е. М. В. Г. Короленко и удмуртский народ [Текст] / Е. М. Флейс ; Республиканское лекционное бюро Министерства культуры Удмуртской АССР. — Ижевск : Удмуртская правда, 1956. — 18, [2] с.